# Jakub Rużyłło
Jakub Dominik Rużyłło, pseud. Muflon (ur. 11 listopada 1987) – polski raper i scenarzysta. Freestyle’owiec, zwycięzca finału Wielkiej Bitwy Warszawskiej w 2006 i 2008; twórca scenariuszy 1670 oraz drugiej serii Sexify.

## Życiorys
W 2013 uzyskał tytuł magistra politologii na Uniwersytecie Warszawskim.

### Aktywność freestyle’owa

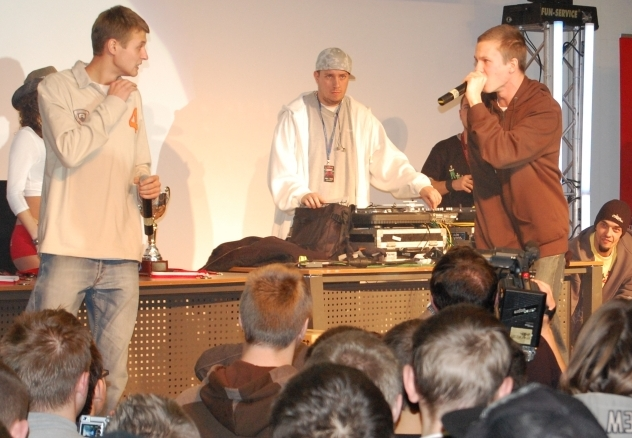
Muflon (po prawej) podczas bitwy freestyle’owej na PGA 2007

Aktywny na oficjalnej scenie freestyle’owej od 2005. Zwyciężył w ponad 20 bitwach. Jest również jednym z protoplastów tzw. "ustawek freestyle’owych" pod Pałacem Kultury w Warszawie, a także członkiem grupy freestyle’owej Freestyle Palace. Poza klasycznym freestylem zajmuje się również różnymi innymi przedsięwzięciami związanymi z wolnym słowem: wszelkiego rodzaju jamami, slamami poetyckimi czy ciekawymi wydarzeniami jak np. pojedynek freestyle’owy w Teatrze Starym w Krakowie, gdzie raperzy wcielali się w Mickiewicza i Słowackiego czy impreza poświęcona Stanisławowi Grzesiukowi, gdzie Muflon wraz z Flintem i WSZ rapowali na temat twórczości tego warszawskiego pisarza.
Prowadził w Warszawie imprezy związane z rapem oraz koncertował w roli hypemana z raperem Flintem.

### Działalność radiowa
Współprowadził audycję „Rap sesja” w warszawskim Radiu Kampus. Od września 2014 do grudnia 2019 prowadził w Programie III Polskiego Radia audycję „Tony z betonu”.

### Działalność filmowa
Jako nastolatek pojawił się w obsadzie aktorskiej  seriali Lokatorzy i Tygrysy Europy. Od 2021 aktywny jako scenarzysta – w latach 2021 stworzył scenariusze 13 odcinków polskiej wersji serialu The Office, był jednym ze scenarzystów serialu Mamy to (2021) oraz filmu i serialu Kryptonim Polska. W 2023 był twórcą i scenarzystą drugiej serii Sexify oraz scenarzystą 1670, w którym to serialu pojawił się także w obsadzie jednego odcinka. W latach 2017–2018 był jednym ze scenarzystów SNL Polska.

## Osiągnięcia
| 2005: - Bitwa na Mazury Hip-Hop Festiwal [Giżycko] – 2 miejsce - Bitwa o Harend-- [Warszawa, Piwnica pod Harenda] – 2 miejsce - Bitwa o Bałtyk [Gdańsk, Parlament] – 2 miejsce - Christmas Rappin' [Warszawa. Piwnica pod Harenda] – 2 miejsce 2006: - Przy Mikrofonie [Błonie, dom kultury] – 2 miejsce - Mickiewicz vs Słowacki [Kraków, Teatr Stary] – udział - Bitwa o Indeks vol.2 [Warszawa. Indeks] – 1 miejsce - WBW eliminacje WWA [Warszawa, Piwnica pod Harenda] – 1 miejsce - Bitwa o Indeks vol.3 [Warszawa, Indeks] – 2 miejsce - WBW Final [Warszawa, Palladium] – 1 miejsce - Bitwa o Kuźnię [Warszawa, Kuźnia] – 1 miejsce - Bitwa o Indeks vol.5 [Warszawa, Indeks] – 1 miejsce - Bitwa o Indeks vol.6 [Warszawa, Indeks] – 1 miejsce - Bitwa o Indeks vol.7 [Warszawa, Indeks] – 1 miejsce - Wielka Bitwa Szczecińska [Szczecin, Fabryka] – 2 miejsce 2007: - Tetris vs Pogo vs Muflon [Goleniów, Dom kultury] – udział - Wojna o Śląsk Eliminacje [Chorzów, Kocynder] – 1 miejsce - Wojna o Śląsk Finał [Katowice, Mega Club] – udział - WBW Eliminacje 1 [Warszawa, New Deep] – 1 miejsce - WBW Półfinał [Warszawa, New Deep] – 1-4 miejsce - Bitwa o Depozyt [Warszawa, Depozyt] – 1 miejsce - WBW Finał [Warszawa, The Fresh] – udział - Bitwa o Indeks vol.10 [Warszawa, Indeks] – 1 miejsce (w parze z Flintem) - Poznan Game Arena Freestyle Battle [Poznan, PGA] – 1 miejsce - Bitwa Miast na Slaskim Rap Festiwalu [Katowice, Mega Club] – 1 miejsce (w parze z Flintem) - Bitwa o Depozyt vol.2 [Warszawa, Depozyt] – 1 miejsce | 2008: - Bitwa o Stary Piernik [Toruń, Klub Art Cafe] – 1 miejsce - Wojna o Wawel [Kraków, Klub Studio] – 1 miejsce - WBW Finał – [Warszawa, The Fresh] – 1 miejsce - Poznań Game Arena Freestyle Battle [Poznań, PGA] – 2 miejsce - WBW Eliminacje 2 [Warszawa, New Deep] – 2 miejsce - Bitwa o Indeks vol.11 [Warszawa, Indeks] – 1 miejsce - Microphone Masters 1 [Warszawa, New Deep] – bitwa bez oficjalnych rozstrzygnięć - Bitwa o Zachód [Gorzów Wlkp, MBM] – 1 miejsce - Wojna o Śląsk Eliminacje [Opole, Rampa] – 1 miejsce - Wielka Bitwa o Respekt [Gdańsk, Parlament] – 1 miejsce - Freestyle vs SLAM [Warszawa, Klub 55] – 1 miejsce - Wojna o Śląsk Finał [Katowice, Mega Club] – 2 miejsce - Bitwa o Mokotów [Warszawa, New Deep] – 1 miejsce - Bitwa Rap % [Szczecin, Tiger] – 1/2 miejsce 2009: - Bitwa o Białystok – 1 miejsce 2010: - Bitwa o Mokotów [Warszawa, Radio Euro] – 1 miejsce 2011: - Bitwa o Cynk [12.02.11r.] – Bitwa pokazowa - Bitwa o Mokotów [Warszawa] – 3 miejsce |

## Dyskografia

### Minialbumy
| Rok  | Album                                                                                                |
| ---- | --- |
| 2017 | Napisy Końcowe EP - Data: 27 lutego 2017 - Wydawca: AlohaEntertaiment - Format: CD, digital download |
|      | |

### Single
Jako artysta gościnny
| Rok  | Utwór                                                                                           | Album                   |
| ---- | ----------------------------------------------------------------------------------------------- | ----------------------- |
| 2009 | "Skit no.1" (Quiz; gość. Muflon) "Skit no.2" (Quiz; gość. Muflon)                               | Materiał Producencki    |
| 2012 | "W małej piwnicy" (Gospel; gość. Muflon)                                                        | Piski, zyskl i wytryski |
| 2013 | "Eden Hazard" (Quebonafide; gość. Muflon)                                                       | Eklektyka               |
| 2013 | "Sieję dobro, sieję zło" (Flint; gość. Muflon)                                                  | Stary, dobry Flint      |
| 2014 | "RapGra" (Klemens, Tomaj; gość. Muflon, DJ Te)                                                  | Multiplayer EP          |
| 2014 | "Palnik" (Proceente; gość. Muflon, Łysonżi)                                                     | Zupynalefkisplify       |
| 2015 | "Pan czlajn 02" (Solar; gość. Wiciu, Muflon, Filipek, Koldi, Rose, Leh, Mentor, FonoPe, DJ Ace) | Iskry Mixtape           |
| 2018 | "Co tak głupio brzmi" (Afrojax; gość. Muflon)                                                   | Nikt nie słucha tekstów |
| 2019 | "Intro"(Zkibwoy, Sez; gość. Muflon)                                                             | Psia Krew               |
|      |                                                                                                 |                         |

### Teledyski
| Rok  | Tytuł | Reżyseria / realizacja | Album     | Źródło |
| ---- | --- | ---------------------- | --------- | ------ |
| 2011 | "Wizja lokalna – Warszawa" (oraz Siejek, Klasiik, Trzy-Sześć, Solar, Pjentak, Danny, Plejer, Wiciu, Rin) | NADstudio              | —         | [ 27 ] |
| 2012 | "W głowie się nie mieści" (oraz Proceente, Siódmy, Hades, Muflon, DJ Kebs)                               | The New Black          | Aloha 40% | [ 28 ] |
| 2014 | "#Hot16Challenge"                                                                                        | —                      | —         | [ 29 ] |
| 2020 | "#Hot16Challenge2"                                                                                       | —                      | —         | [ 30 ] |
|      | |                        |           |        |